# John L. Barker Sr.
John L. Barker Sr. (* 15. Oktober 1912 in Cumberland, Maryland; † 11. Januar 1982 in Norwich, Connecticut) war ein US-amerikanischer Ingenieur und Erfinder der Radarpistole.

## Leben
Barker war als Ingenieur für das US-amerikanische Unternehmen Automatic Signal Company tätig. Das Radarmessgerät wurde von Barker Sr. im Zweiten Weltkrieg entwickelt und von ihm auf dem Merritt Parkway zur Geschwindigkeitsmessung von Fahrzeugen 1947 in Connecticut getestet. Weitere Tests erfolgten von der Connecticut State Police in Glastonbury, Connecticut. Barker war verheiratet.